# Ryszard Jankowski
Ryszard Jankowski (ur. 10 kwietnia 1960 w Poznaniu) – polski piłkarz, występujący na pozycji bramkarza, a następnie trener piłkarski.

## Kariera piłkarska
Swoją karierę rozpoczął w Warcie Poznań, początkowo w drużynach juniorskich, a od sezonu 1979/1980 w trzecioligowym zespole seniorskim. W 1983 r. przeszedł do Lecha Poznań, z którym święcił największe triumfy (mistrzostwo oraz Superpuchar Polski w 1990, a także dwukrotnie Puchar Polski: 1983/1984 i 1987/1988). W styczniu 1991 r. został zawodnikiem szwedzkiego Trelleborgs FF. Pierwszy sezon spędził w II lidze (28 meczów ligowych), a - po wywalczeniu awansu - następne cztery sezony rozegrał w Allsvenskan (84 spotkania ligowe). W 1993 r. zwyciężył w Pucharze Intertoto. W listopadzie 1995 r. przez miesiąc był piłkarzem Pogoni Szczecin. Karierę zakończył po sezonie 1995/1996, spędzonym w Górniku Konin. W 2021 r. został wybrany najlepszym bramkarzem w historii Trelleborgs FF.

## Kariera reprezentacyjna
6 lutego 1988 w towarzyskim meczu z Rumunią w Hajfie zadebiutował w seniorskiej reprezentacji Polski. Drugi i zarazem ostatni występ zaliczył 10 lutego 1988 w spotkaniu z Izraelem.
| lp. | Data           | Miejsce   | Przeciwnik | Rezultat | Rozgrywki  | Grał | Uwagi |
| --- | -------------- | --------- | ---------- | -------- | ---------- | ---- | ----- |
| 1.  | 6 lutego 1988  | Hajfa     | Rumunia    | 2-2      | towarzyski | 90'  |       |
| 2.  | 10 lutego 1988 | Ramat Gan | Izrael     | 3-1      | towarzyski | 90'  |       |

## Kariera trenerska
Po zakończeniu kariery piłkarskiej zajmuje się pracą w roli trenera, szkoląc bramkarzy oraz samodzielnie prowadząc kluby. W kwietniu 2006 podjął z Jurijem Szatałowem pracę w Jagiellonii Białystok, porzucając pracę w Kani Gostyń. 26 czerwca 2006 Jagiellonia rozwiązała kontrakty z duetem szkoleniowców Szatałow-Jankowski. W grudniu 2006 został trenerem bramkarzy w Wiśle Kraków. Funkcję tę pełnił do czerwca 2007. Następnie przez dwa lata szkolił bramkarzy Polonii Warszawa. Od 1 lipca 2009 ponownie opiekował się bramkarzami Jagiellonii Białystok, z której odszedł w 11 lipca 2013. Dzień później przejął obowiązki trenera bramkarzy w Zagłębiu Lubin. Następnie pełnił funkcję asystenta trenera w Górniku Łęczna i GKS Tychy.

## Sukcesy

### Zawodnicze

#### Lech Poznań
- Mistrzostwo Polski (1 raz): 1990
- Puchar Polski (2 razy): 1983/1984, 1987/1988
- Superpuchar Polski (1 raz): 1990

#### Trelleborgs FF
- Awans do Allsvenskan: 1991
- Puchar Intertoto: 1993

### Trenerskie

#### Jagiellonia Białystok
- Puchar Polski (1 raz): 2009/2010
- Superpuchar Ekstraklasy (1 raz): 2010[6]

## Polityka
W wyborach do Parlamentu Europejskiego w 2004 kandydował z listy Inicjatywy dla Polski, która nie osiągnęła progu wyborczego.

## Odznaczenia
- 2012 – medal za grę w Lechu Poznań z okazji 90-lecia poznańskiej drużyny[8]